# Fundão Bumba
Fundão Bumba är en vik i Angola.   Den ligger i provinsen Luanda, i den nordvästra delen av landet, 30 kilometer sydväst om huvudstaden Luanda.
Runt Fundão Bumba är det tätbefolkat, med 849 invånare per kvadratkilometer.